# IC 1597
IC 1597 — галактика типу Sb (компактна витягнута галактика) у сузір'ї Тукан.
Цей об'єкт міститься в оригінальній редакції індексного каталогу.